# 南幌延站
南幌延站（日语：／ Minami-horonobe eki */?）是位於北海道天鹽郡幌延町，屬於北海道旅客鐵道（JR北海道）宗谷本線的無人車站。車站編碼為W70。電報略號為ミホ。每日上下午各有三班停在這站。本站因位於幌延町的南方，故在站名中冠上「南」字。而本站已於2025年3月與雄信內站及拔海站隨著時刻表改點一同廢站。

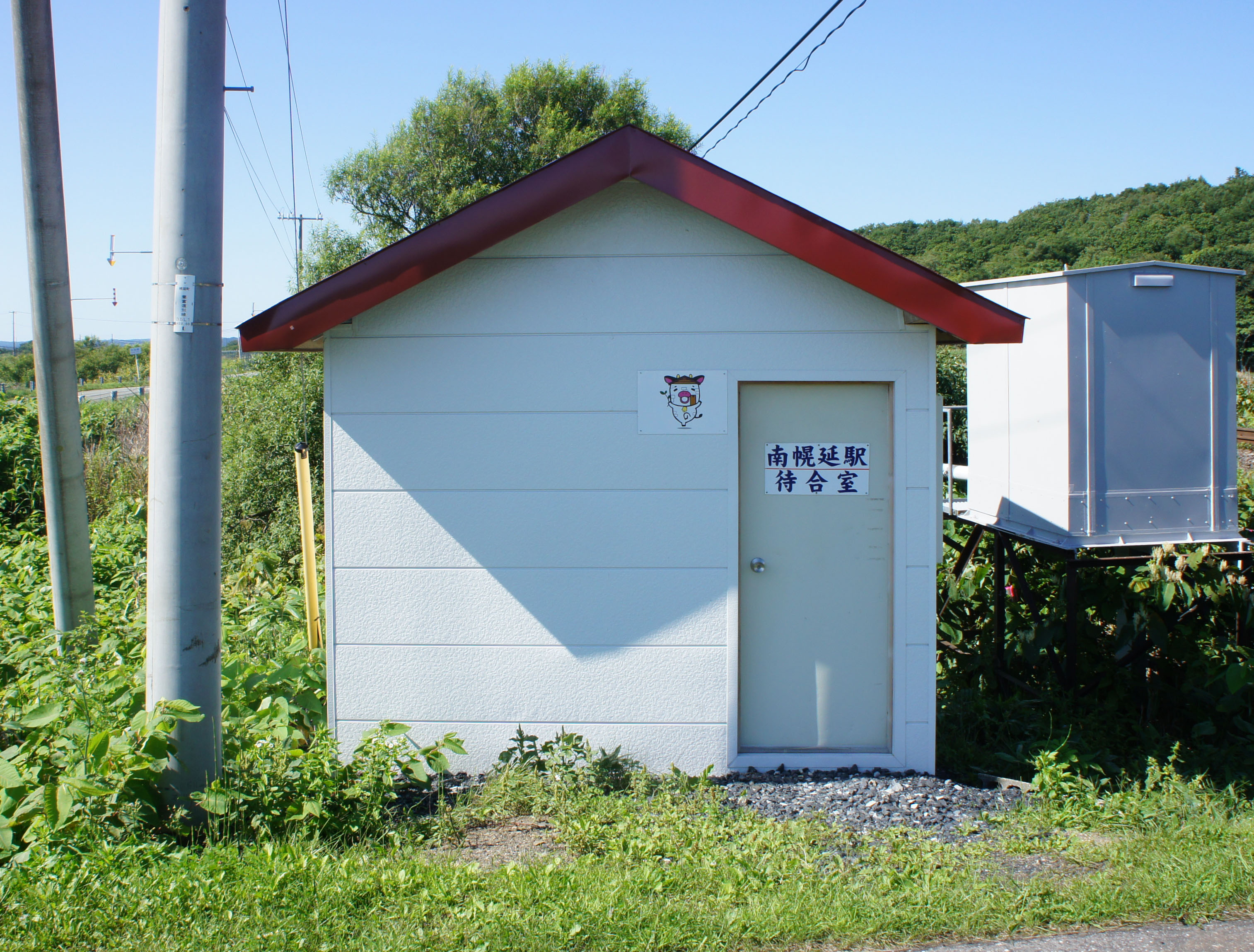
候車室 (2020年8月)

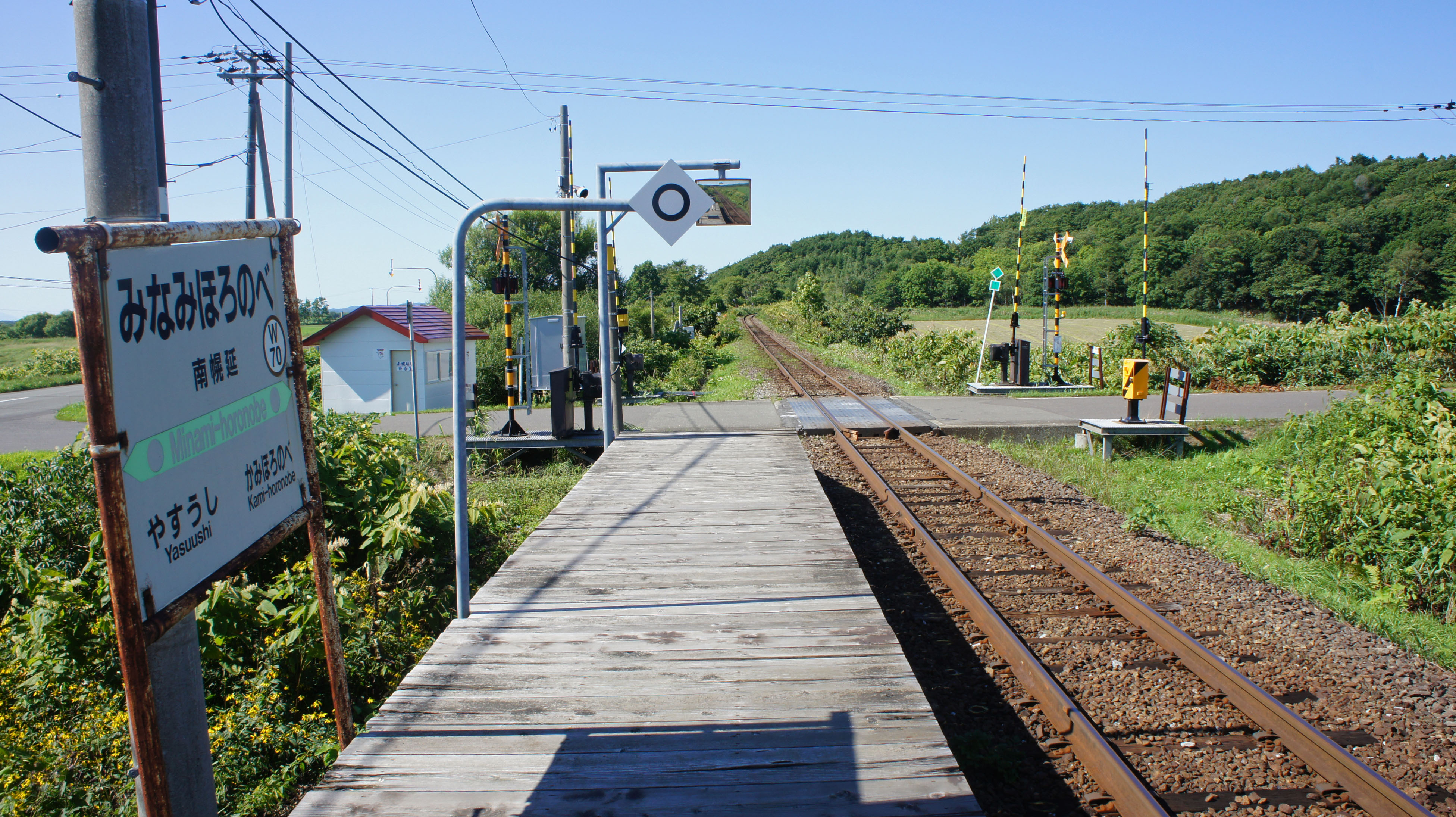
月台 (2020年8月)

## 歷史
- 1959年11月1日：日本國有鐵道之車站啟用。開始乘客處理服務。
- 1987年4月1日：正式民營化並進行分割，車站劃歸由JR北海道繼承。
- 2024年6月：幌延町宣布因使用人數減少，因此決定不再負擔本站的維修費用[4]。而JR北海道也宣布南幌延站將於2025年3月列車時刻表改點時與雄信內站一同廢站[5][6][7][8]。
- 2025年3月15日：廢站。

## 車站構造
本站為側式月台一面一線的地面車站，自開業以來便是無人車站。月台往稚內方向亦設有斜路連接車站外的設施。站內設有木造的候車室，並放置除雪用的器具。

## 車站周邊
車站周圍為廣大的原野及牧場地帶。
- 北海道道256号丰富远别线
- 南上幌延集會所
- 天鹽高台大規模草地 - 位於天鹽川對面的天鹽町區域
- 天鹽川

## 相鄰車站
北海道旅客鐵道（JR北海道）
■宗谷本線
雄信內（W68）－南幌延（W70）－幌延（W72）

## 外部連結
- （日語）JR北海道 – 南幌延站（页面存档备份，存于）
- （日語）全驛參觀之旅 （页面存档备份，存于）